# راین (لش)
شهر راین (به آلمانی: Rain) در ایالت بایرن در کشور آلمان واقع شده‌است.